# Nik Caner-Medley
Niklas Caner-Medley (Beverly (Massachusetts), 20 de outubro de 1983) é um basquetebolista profissional estadunidense que atualmente defende o Estudiantes na Liga Endesa e Liga dos Campeões.